# Квинт Клавдий
Квинт Клавдий (на латински: Q. Claudius) е политик на Римската република през 3 век пр.н.е. Произлиза от фамилията Клавдии.
През 218 пр.н.е. той е народен трибун. Това е първата година на Втората пуническа война. Консули са Публий Корнелий Сципион и Тиберий Семпроний Лонг.
Вероятно е този Квинт Клавдий Фламен, който е претор през 208 пр.н.е.